# Al Seef Tower
L'Al Seef Tower è un grattacielo residenziale situato a Dubai Marina, uno dei distretti della città di Dubai. Il grattacielo è alto 215 metri e ha 44 piani adibiti ad uso residenziale. La costruzione della torre Al Seef è stata completata nell'aprile del 2005.